# Thế giới phẳng
Thế giới phẳng (tiếng Anh: The World is Flat) là một tác phẩm của Thomas Friedman, một biên tập viên chuyên mục ngoại giao và kinh tế của tạp chí New York Times có những tác phẩm và công trình nghiên cứu về vấn đề toàn cầu hoá rất thành công: Nóng, Phẳng, Chật, Từ Beirut đến Jerusalem, Chiếc Lexus và cây ôliu, Từng là bá chủ.
Năm 2005,cuốn sách này được trao giải thưởng Cuốn sách hay nhất năm do Financial Times và Goldman Sachs bình chọn và Thomas Friedman cũng được bình chọn là một trong những nhà lãnh đạo xuất sắc nhất Hoa Kỳ bởi U.S. News & World Report.
Hiện nay "thế giới phẳng" đã trở thành thuật ngữ quen thuộc chỉ sự phát triển toàn cầu hóa từ những năm đầu của thế kỷ XXI khi mười nhân tố lớn liên quan đến kinh tế và khoa học kỹ thuật trên thế giới cùng nhau tác động, khiến cho các mô hình xã hội, chính trị và xã hội đã bị thay đổi và thế giới trở nên phẳng hơn bao giờ hết khi sự tiếp xúc giữa các cá nhân trở nên dễ dàng và chặt chẽ hơn trước.
Bản tiếng Việt - Thế giới phẳng: Tóm lược Lịch sử Thế giới Thế kỷ XXI - do Nguyễn Quang A, Nguyễn Hồng Quang, Vũ Duy Thành, Lã Việt Hà, Lê Hồng Vân, Hà Thị Thanh Huyền dịch và hiệu đính, Nhà xuất bản Trẻ xuất bản tháng 8 năm 2006 dưới hình thức sách bìa mềm dày 820 trang. Bản ebook Nhà xuất bản Trẻ 1399 trang. Sách được dịch và xuất bản bằng tiếng Việt dưới sự hỗ trợ về tài chính của Phòng Thông tin - Văn hóa. Tổng lãnh sự quán Hoa Kỳ tại Thành phố Hồ Chí Minh.